# Целебесский дрозд
Целебесский дрозд (лат. Zoothera heinrichi) — вид птиц из семейства дроздовых. Видовое название присвоено в честь первооткрывателя — немецкого исследователя Герда Хайнриха (1896—1984).

## Таксономия
Генетическое исследование 2013 года подтвердило необходимость помещения вида в семейство дроздовые и в качестве аберрантного члена в род земляных дроздов.

## Распространение
Эндемики Сулавеси (Индонезия). Вид недостаточно изучен из-за обитания в изолированном и труднодоступном районе.

## Описание
Основной цвет тёмно-коричневый, грудка каштановая. Ноги и хвост длинные, крылья короткие.

## Охранный статус
МСОП присвоил виду охранный статус NT.